# Inkerman
Inkerman (ukránul: Інкерман,, oroszul: Инкерман, krími tatárul: İnkerman) város Ukrajnában, a Krími Autonóm Köztársaságban. A Krím félsziget délnyugati részén, Szevasztopoltól 5 km-re, a Szevasztopoli-öböl partján, a Csorna torkolatában fekszik. Lakossága 2011. január 1-jén 11 884 fő. A városon keresztül halad a Szimferopol–Szevasztopol vasútvonal. A város a köztársasági alárendeltségű Szevasztopoli Városi Tanácsnak van alárendelve.

## Története
A 8–9. században alapították mint a bizánci fennhatóság alatt lévő Herszonesz előretolt erődítése. A középkorban Kalamita néven fontos kereskedelmi kikötő és erődítés volt. 1427-ben erődöt építtettek a településen. 1475-ben a terület oszmán fennhatóság alá került. 1783-ban, amikor a Krími Kánságot az Orosz Birodalomhoz csatolták, Inkerman is orosz fennhatóság alá került.
1854. november 5-én a településnél zajlott a krími háború egyik csatája, az orosz vereséggel végződött inkermani csata, majd egy évvel később szintén a közelben zajlott az ugyancsak orosz vereséggel véget ért csata a Csorne-folyónál.
A szovjet időszakban a településen földalatti lőszerraktárat létesítettek a Fekete-tengeri Flotta számára. A lőszerraktárat egy 1970-es években történt robbanás után bezárták, de a lőszerek teljes elszállítása csak a 2000-es években történt meg.
A települést 1957-ben Szevasztopolhoz csatolták. 1976-ban ismét önálló település lett Belokamenszk (ukránul: Bilokamjanszk) néven. 1991. február 26-án visszakapta korábbi nevét.
Napjainkban egy Szevasztopolban palackozott bor is viseli a város nevét mint márkanév.

## Nevezetességek
- A város határában található a 8. században alapított Szent Kelemen-barlangkolostor. A legenda szerint ezen a környéken halt vértanúhalált I. Kelemen pápa, akinek ábrázolása a város címerében és zászlajában is szerepel. A kolostorhoz nyolc föld alatti és felszíni templom tartozik.
- Kalamita város romjai
- Barlangváros